# Edivaldo Martins da Fonseca
Edivaldo Martins da Fonseca ou simplesmente Edivaldo (Volta Redonda, 13 de abril de 1962 — Boituva, 14 de janeiro de 1993), foi um futebolista brasileiro que atuou como ponta-esquerda.
Chamado de "Papagaio" e de "Pepe Legal", era um ótimo finalizador, principalmente em chutes de fora da área.
Morreu em desastre de automóvel na rodovia Castelo Branco, em São Paulo.

## Carreira
Iniciou sua trajetória futebolística com oito anos na Associação Esportiva e Recreativa USIPA em Ipatinga, Minas Gerais, cidade onde passou sua infância. Aos 11 anos, foi rejeitado pelo Cruzeiro porque o consideraram "raquítico".
Aos 12 anos foi para o Atlético-MG no dente-de-leite, onde ficou no time de aspirantes, pois não teve chance no time principal onde Éder Aleixo era a estrela da posição.
Em 1983, ficou emprestado ao Taquaritinga, onde marcou nove gols no Paulistão, e voltou para Belo Horizonte quando Éder não era mais titular do Galo. Pelo clube, conquistou os títulos mineiros de 1985 e 1986.
Foi levado por Telê Santana para compor a equipe que disputou a Copa de 1986, no México. Ele foi um dos seis jogadores que não entraram em campo entre os 22 jogadores levados. Ao todo, fez três jogos pela Seleção Brasileira.
Foi contratado pelo São Paulo por 8 milhões de cruzados em abril de 1987. Estreou marcando o gol do empate em 1x1 com o Botafogo-SP, em Ribeirão Preto. Pelo clube, atuou em três temporadas, totalizando 123 jogos, 26 gols, e conquistou os paulistas de 1987 e 1989.
Jogou também no Puebla do México,.
No Palmeiras, marcou quatro gols em 22 atuações em 1991.
Ainda teve mais uma passagem discreta pelo Galo em 1992, antes de ir para o Gamba Osaka do Japão. Pelo Atlético, ao todo fez 164 jogos e marcou 27 gols.
Voltou ao Taquaritinga em 1993.
No fim de dezembro de 1992, Edivaldo estava muito feliz após assinar contrato com o Panasonic, do Japão.

## Vida pessoal
Edivaldo namorou Cintia Abravanel, filha de Silvio Santos; Ana Paula, filha mais velha do cantor Roberto Carlos com Nice; e a assistente de palco Mariette. Morreu solteiro e sem filhos.

## Morte
Em 13 de janeiro de 1993, 3 meses antes de completar 31 anos, o jogador sofreu um acidente fatal na rodovia Castelo Branco, no município paulista de Boituva, quando seu veículo colidiu com a parte traseira de um caminhão que carregava lenha. Familiares do atacante processaram a Fiat, entendendo que o acidente foi causado por uma falha no Tempra de Edivaldo. Após o acidente fatal do jogador, familiares encontraram uma convocação da marca italiana aos proprietários do modelo Tempra para a troca da válvula unidirecional do servo-freio. A família entendeu que esta falha poderia ter ocasionado o acidente que matou o jogador, uma vez que o laudo da perícia confirmou lesões que indicavam que o jogador esteve consciente até a morte, fato contestado pela FIAT que alegou que o mesmo havia dormido ao volante. O processo da família contra a montadora encontra-se arquivado desde 2012, conforme mostrou reportagem feita em 26 de fevereiro de 2018 pelo portal UOL Esporte.
Vários atletas interromperam suas férias para acompanhar seu sepultamento no Cemitério Senhora da Paz, em Ipatinga.

## Títulos
Atlético MG
- Campeonato Mineiro: 1985, 1986, 1991

São Paulo
- Campeonato Paulista: 1987, 1989[19][3]